# Aichelberg (Aichwald)
Aichelberg ist ein Ortsteil der baden-württembergischen Gemeinde Aichwald bei Esslingen am Neckar im Landkreis Esslingen. Zurzeit hat es zirka 2234 Einwohner.

## Geschichte

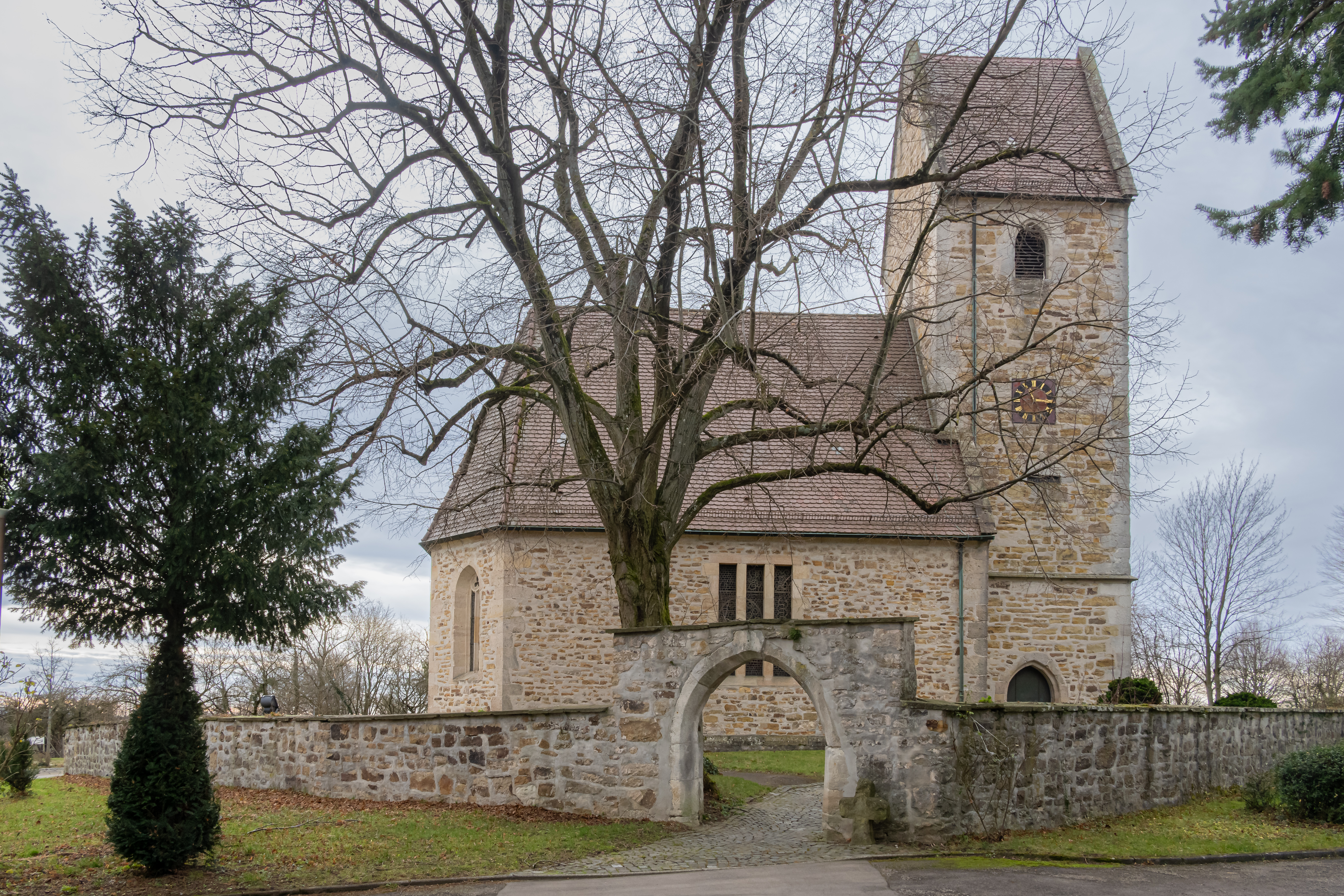
Feldkirche "Zu unserer lieben Frau", Aichelberg

Der Ortsname Aichelberg deutet wegen der Endung -berg auf eine Gründung spätestens im 9. Jahrhundert hin. Die Siedlung gehörte wahrscheinlich ursprünglich zum Königshof Waiblingen. Seit dem 14. Jahrhundert übten die Truchsesse von Stetten die Ortsherrschaft mit dem Recht auf Blut- und Niedergerichtsbarkeit aus, welche sie nachweislich seit 1373 vom Kloster Ellwangen zu Lehen genommen hatten. Im Lehenbuch des Benediktinerklosters wird Aychelberg um 1373 erstmals urkundlich erwähnt. Sitz der Herrschaft war das Schloss Stetten im Remstal. Von 1507 bis 1663 unterstand der Ort den Herren Thumb von Neuenburg, nachdem der württembergische Landhofmeister Konrad Thumb das Lehen von seinem Amtsvorgänger Dietrich von Weiler übernommen hatte. 1532 führte Hans Konrad Thumb von Neuburg in seinem Herrschaftsbereich die Reformation durch, so dass auch Aichelberg seither evangelisch war. Von 1663 bis 1803 war der Ort den Freiherren von Holtz mit Sitz in Alfdorf unterstellt. Durch die Säkularisation der Fürstpropstei Ellwangen fiel auch das Lehen Aichelberg 1803 an das Herzogtum Württemberg und wurde 1806 dem Oberamt Schorndorf zugeordnet.

## Bürgermeister / Schultheißen
Bürgermeister bis zum Zusammenschluss zu Aichwald:
- 1946–1973: Hermann Kauter (bereits ab 1945 als Amtsverweser)
- 1932–1945: Friedrich Zaiger
- 1930–1932: N.N. Seeger
- 1902–1930: Christian Stumpp
- 1886–1902: Carl Gottlieb Hauff
- 1871–1886: Johann Georg Stumpp
- 1863–1871: Johann Adam Zoller
- 1838–1862: Johann Adam Jud (Zoller)
- 1819–1837: Georg Friedrich Schwilk
- 1798–1819: Jakob Stilz